# Benjamin Louis Eulalie de Bonneville
Pour les articles homonymes, voir Bonneville.
Benjamin Louis Eulalie de Bonneville, fils du publiciste Nicolas de Bonneville, né à Paris 11e arrondissement ancien le 14 avril 1797 et mort à Fort Smith (Arkansas) le 12 juin 1878, est un officier de l'armée américaine d'origine française, explorateur de l'Ouest américain et commerçant dans la traite des fourrures.
Il est connu pour ses expéditions dans l'Oregon et la région du Grand Bassin.
De 1832 à 1836, il explore le bassin du Grand Lac Salé. Le lac Bonneville dans l'Utah a d'ailleurs été nommé en son honneur par le géologue américain Grove Karl Gilbert (1843-1918).
Il devint célèbre de son vivant, grâce à la publication de ses aventures en 1837, The Adventures of Captain Bonneville, par l'écrivain américain Washington Irving.